# Physical Graffiti
1975. február 24-én jelent meg a Led Zeppelin hatodik albuma, a Physical Graffiti. Ez volt a zenekar első dupla albuma, és az első album, ami a Swan Song Records kiadásában jelent meg. Az évek során ez lett egyik legnépszerűbb albumuk, az Egyesült Államokban 16 millió példányt adtak el belőle. A dalok sorrendjét úgy állították össze, hogy az adott dal a következő bevezetése legyen. Page gitárjátéka különösen fontos szerepet kap, szinte minden dal az ő stílusát tükrözi. Ezzel egyidejűleg a másik három tag is csúcsformában van, az album legfőbb erőssége pedig a zenei stílusok és hatások széles skálájában rejlik. A Physical Graffitit ma már a legjobb hard rockalbumok között tartják számon.
Az eredeti tasakon kivágható ablakok voltak; mivel a lemezek belső borítói mind más helyzetben voltak, az ablakokban különböző tárgyak és emberek jelentek meg (például a zenekar tagjai). Az album borítóján látható két ház a New York-i St. Mark's Place 96 és 98.
Az album szerepel az 1001 lemez, amit hallanod kell, mielőtt meghalsz című könyvben.

## A felvételek
A Physical Graffiti felvételei 1974 januárjában és februárjában, Headley Grange-ben zajlottak. Több dalt azonban a korábbi albumok felvételei alkalmával készítettek el. Az instrumentális Bron-Yr-Aur-t 1970 júliusában, a londoni Island Studiosban vették fel, és a Led Zeppelin III-ra szánták. A Night Flight-ot és a Boogie with Stu-t Headley Grange-ben, a Down by the Seaside-ot pedig szintén az Island Studiosban vették fel, a Led Zeppelin IV-hez. 1972 májusában, a Stargrovesban felállított Rolling Stones Mobile Studióban, a D'yer Mak'er-rel egyidőben vették fel a The Rover-t és a Black Country Woman-t. A Houses of the Holy szintén 1972 májusában, de az Olympic Studiosban készült el. Ez a dal adta a Houses of the Holy címét, annak ellenére, hogy nem került fel rá.
A maradék nyolc dalt a már említett 1974-es időszakban vették fel. A végső rájátszások és a keverés 1974 októberében, Keith Harwood hangmérnök segítségével készült el. Az album egyik legnagyobb erénye, hogy a dalok sorrendje rendkívül természetesnek hat, minden dal alapvető „természetességgel” követi az előtte levőt. Ez azért is különleges, mert a dalokat négy év alatt, különböző stúdiókban vették fel.

## Az album dalai

### 1. lemez
1. Custard Pie (Jimmy Page – Robert Plant) – 4:13
2. The Rover (Jimmy Page – Robert Plant) – 5:36
3. In My Time of Dying (Jimmy Page – Robert Plant – John Paul Jones – John Bonham) – 11:04
4. Houses of the Holy (Jimmy Page – Robert Plant) – 4:01
5. Trampled Under Foot (Jimmy Page – Robert Plant – John Paul Jones) – 5:35
6. Kashmir (Jimmy Page – Robert Plant – John Bonham) – 8:31

### 2. lemez
1. In the Light (Jimmy Page – Robert Plant – John Paul Jones) – 8:44
2. Bron-Yr-Aur (Jimmy Page) – 2:06
3. Down by the Seaside (Jimmy Page – Robert Plant) – 5:14
4. Ten Years Gone (Jimmy Page – Robert Plant) – 6:31
5. Night Flight (John Paul Jones – Jimmy Page – Robert Plant) – 3:36
6. The Wanton Song (Jimmy Page – Robert Plant) – 4:06
7. Boogie with Stu (John Bonham – John Paul Jones – Jimmy Page – Robert Plant – Ian Stewart – Mrs. Valens) – 3:51
8. Black Country Woman (Jimmy Page – Robert Plant) – 4:24
9. Sick Again (Jimmy Page – Robert Plant) – 4:43

## Helyezések és eladási minősítések

### Album
| Lista (1975)                            | Helyezés |
| --------------------------------------- | -------- |
| Japán albumlista                        | 13       |
| Brit albumlista                         | 1        |
| Billboard The 200 Albums Chart          | 1        |
| US Cash Box Top 100 Albums Chart        | 1        |
| US Record World Top Pop Albums Chart    | 1        |
| Kanadai RPM Albumlista                  | 1        |
| Norvég Albumlista                       | 4        |
| Osztrák albumlista                      | 2        |
| Ausztrál Kent Music Report Albums Chart | 2        |
| New-Zealand Top 50 Albums Chart         | 3        |
| Német albumlista                        | 17       |
| Spanyol Albumlista                      | 2        |
| Francia Albumlista                      | 2        |

### Kislemezek
| Év   | Kislemeze           | Lista             | Helyezés |
| ---- | ------------------- | ----------------- | -------- |
| 1975 | Trampled Under Foot | Billboard Hot 100 | 38       |

### Eladási minősítések
| Ország             | Minősítés   |
| ------------------ | ----------- |
| Argentína          | arany       |
| Franciaország      | arany       |
| Németország        | arany       |
| Egyesült Királyság | 2x platina  |
| Egyesült Államok   | 16x platina |

## Érdekességek
- Ezen az albumon hallható a Led Zeppelin legrövidebb és leghosszabb stúdiófelvétele (koncerteken lényegesen hosszabban adtak elő egyes számokat): a Bron-Yr-Aur és az In My Time of Dying.

## Közreműködők
- Jimmy Page – akusztikus- és elektromos gitár
- Robert Plant – ének, szájharmonika, akusztikus gitár
- John Paul Jones – basszusgitár, billentyűs hangszerek, mellotron, gitár, mandolin
- John Bonham – dob, ütőhangszerek
- Ian Stewart – zongora (Boogie with Stu)

### Produkció
- George Chkiantz – hangmérnök
- Keith Harwood – hangmérnök, keverés
- Andy Johns – hangmérnök
- Eddie Kramer – hangmérnök, keverés
- Ron Nevison – hangmérnök
- George Marino – újrakeverés
- Mike Doud – borító design
- Peter Corriston – borító design
- Elliot Erwitt – fényképek
- Dave Heffernan – illusztrációk
- B.P. Fallon – fényképek
- Roy Harper – fényképek
- Jimmy Page – producer
- Peter Grant – produkciós vezető